# Waipunga Falls
Die Waipunga Falls sind ein Wasserfall in der Region Hawke’s Bay auf der Nordinsel Neuseelands. Er liegt im Lauf des Waipunga River, eines Nebenflusses des Mohaka River. Seine Fallhöhe beträgt rund 40 Meter.
Etwa auf halbem Weg zwischen den Städten Taupō und Napier befindet sich direkt am New Zealand State Highway 5 ein Parkplatz, von dem aus ein kurzer Wanderweg zu einem Aussichtspunkt auf den Wasserfall führt.